# У
У, у – litera cyrylicy, która w językach słowiańskich oznacza samogłoskę [u]. Wywodzi się od greckiego połączenia liter Ο i Υ o tej samej wartości fonetycznej. Pierwotnie cyrylica przejęła ten historyczny dwuznak w postaci Ѹ (połączenie liter О i Ѵ), chociaż w językach słowiańskich dwuznak nie miał żadnego uzasadnienia. Dwuznak ten zaczęto z czasem zapisywać w postaci kompaktowej przez dodanie О jako kółka pod literą Ѵ. 

## Kodowanie
| Znak                   | У                         | У                         | у                       | у                       |
| ---------------------- | ------------------------- | ------------------------- | ----------------------- | ----------------------- |
| Nazwa w Unikodzie      | Cyrillic Capital Letter U | Cyrillic Capital Letter U | Cyrillic Small Letter U | Cyrillic Small Letter U |
| Kodowanie              | dziesiątkowo              | szesnastkowo              | dziesiątkowo            | szesnastkowo            |
| Unicode                | 1059                      | U+0423                    | 1091                    | U+0443                  |
| UTF-8                  | 208 163                   | d0 a3                     | 209 131                 | d1 83                   |
| Odwołania znakowe SGML | &#1059;                   | &#x0423;                  | &#1091;                 | &#x0443;                |
| Macintosh Cyrillic     | 147                       | 93                        | 243                     | F3                      |
| ISO 8859-5             | 195                       | C3                        | 227                     | E3                      |
| Windows-1251           | 211                       | D3                        | 243                     | F3                      |
| Code page 866          | 147                       | 93                        | 227                     | E3                      |
| Code page 855          | 232                       | E8                        | 231                     | E7                      |
| KOI8-R i KOI8-U        | 245                       | F5                        | 213                     | D5                      |